# Bizzozeria veneta
Bizzozeria veneta är en svampart som beskrevs av Sacc. & Berl. 1885. Bizzozeria veneta ingår i släktet Bizzozeria och familjen Nitschkiaceae.   Inga underarter finns listade i Catalogue of Life.